# Seilhac

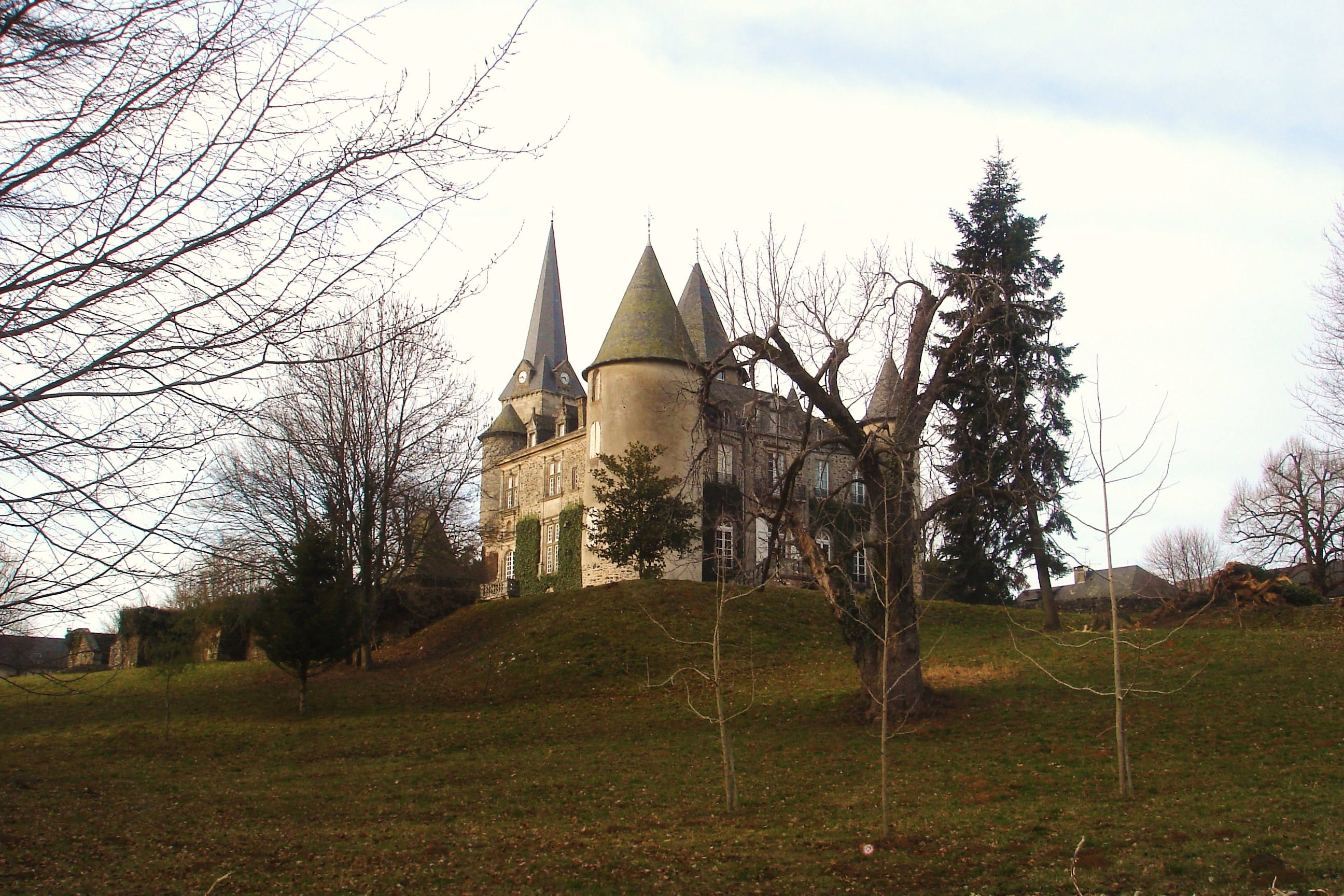
Zamek w Seilhac, 2009

Seilhac – miejscowość i gmina we Francji, w regionie Nowa Akwitania, w departamencie Corrèze.
Według danych na rok 1990 gminę zamieszkiwało 1540 osób, a gęstość zaludnienia wynosiła 60 osób/km² (wśród 747 gmin Limousin Seilhac plasuje się na 68. miejscu pod względem liczby ludności, natomiast pod względem powierzchni na miejscu 226.).